# .ua
.ua는 우크라이나의 국가 코드 최상위 도메인이다.

## 역사
1992년 12월 1일, 루트 존에 등록되었다. 2012년 4월 13일, 루트 존에 DNSSEC 활성화가 이루어졌다.